# Von Langen-Reihe

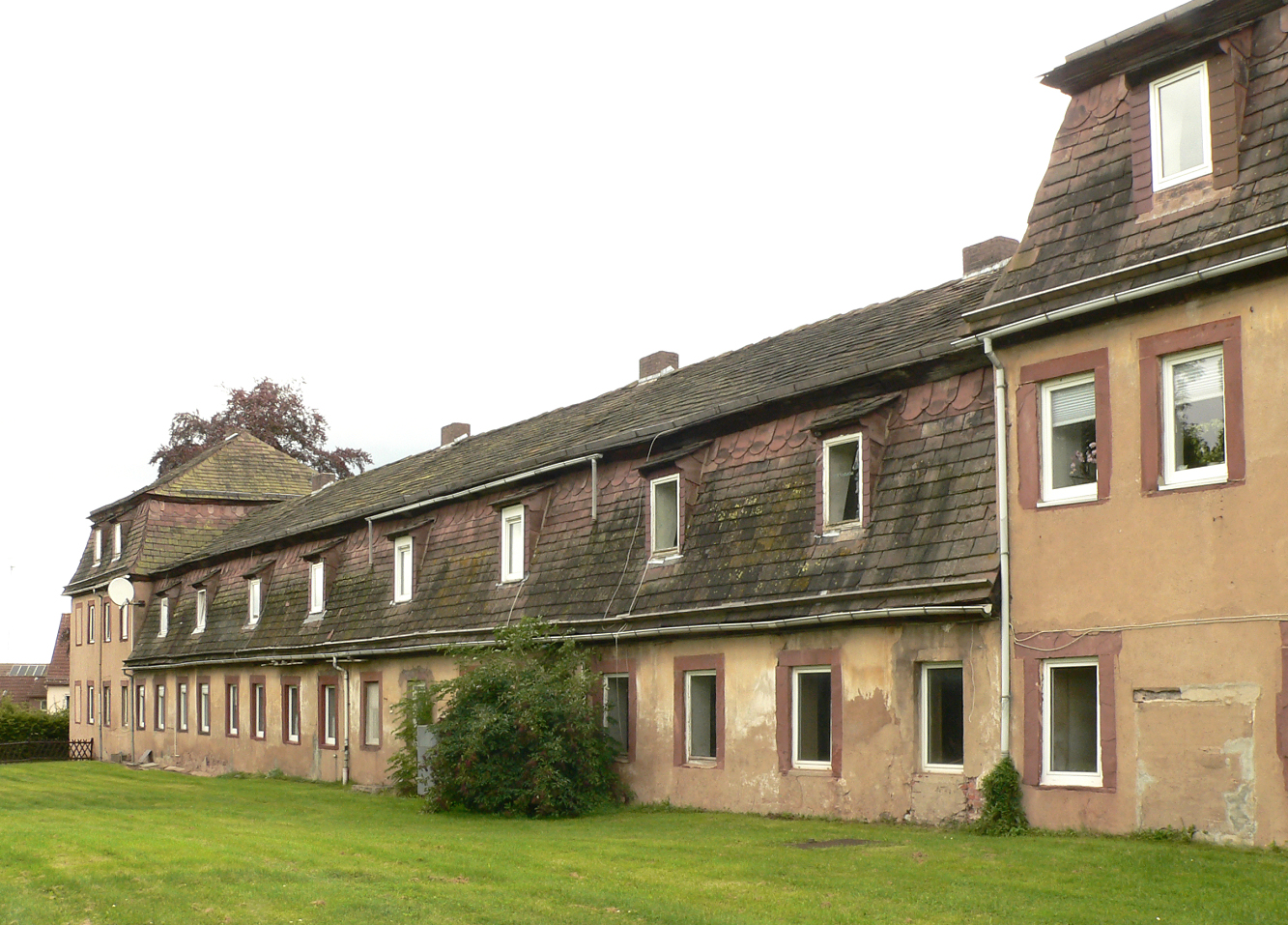
Außenfassade der Von Langen-Reihe (2017)

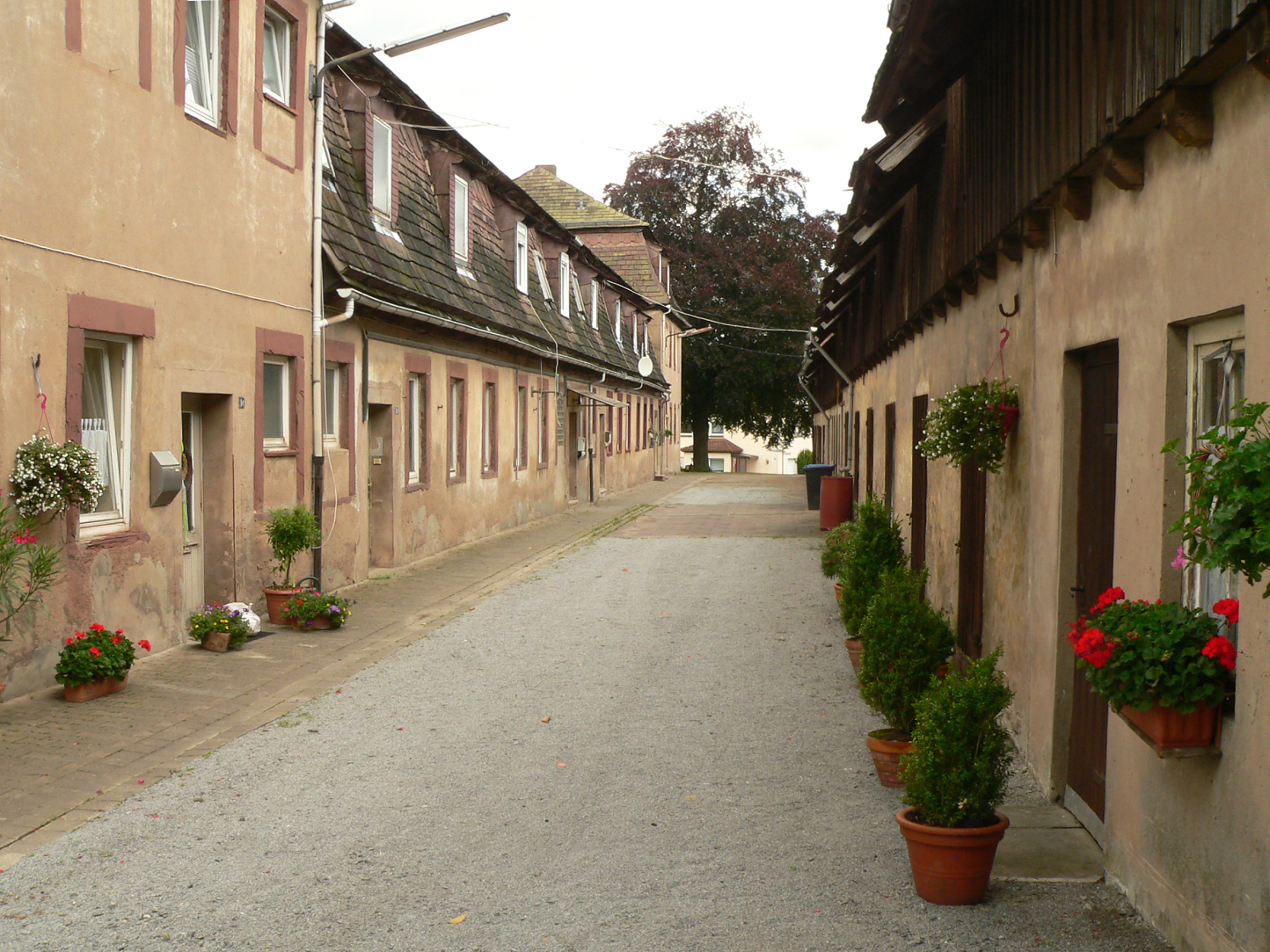
Hofseite mit Wirtschaftsbauten rechts

Die Von Langen-Reihe in Fürstenberg/Weser in Niedersachsen ist ein denkmalgeschützter Gebäudekomplex, der aus sechs  Reihenhäusern besteht. Sie wurden Mitte des 18. Jahrhunderts für Belegschaftsangehörige der Porzellanmanufaktur Fürstenberg errichtet. Die Gebäude sind ein frühes Beispiel des Werkwohnungsbaus in Mitteleuropa.

## Beschreibung
Der Gebäudekomplex von 1754 stammt aus der Frühzeit der Porzellanmanufaktur Fürstenberg und ist nach deren Gründer Johann Georg von Langen benannt. Er hat eine Länge von 61 Meter und eine Breite von rund 11 Meter. Das Bauwerk liegt in Nord-Süd-Richtung und weist mit der Frontfassade in Richtung auf das rund 500 Meter entfernte Schloss Fürstenberg. In der Nähe der Von Langen-Reihe befinden sich das Alte Brennhaus und die Alte Mühle als erste Einrichtungen der Porzellanmanufaktur. Während die beiden Kopfbauten über zwei Geschosse verfügen, sind die dazwischen liegenden Mittelbauten eingeschossig. Auf der Fassadenrückseite bestehen Wirtschaftsgebäude in Reihenbauweise. Mit seinen Mansarddächern erweckt der Baukomplex einen schlossartigen Eindruck. Die Häuser dienten Drehern, Formern und Porzellanmalern der Manufaktur als Wohnung. Anhand der Bauweise ist anzunehmen, dass namhafte Künstler an den Manufakturbetrieb  gebunden werden sollten. Noch heute werden die Gebäude als Wohnhäuser genutzt.

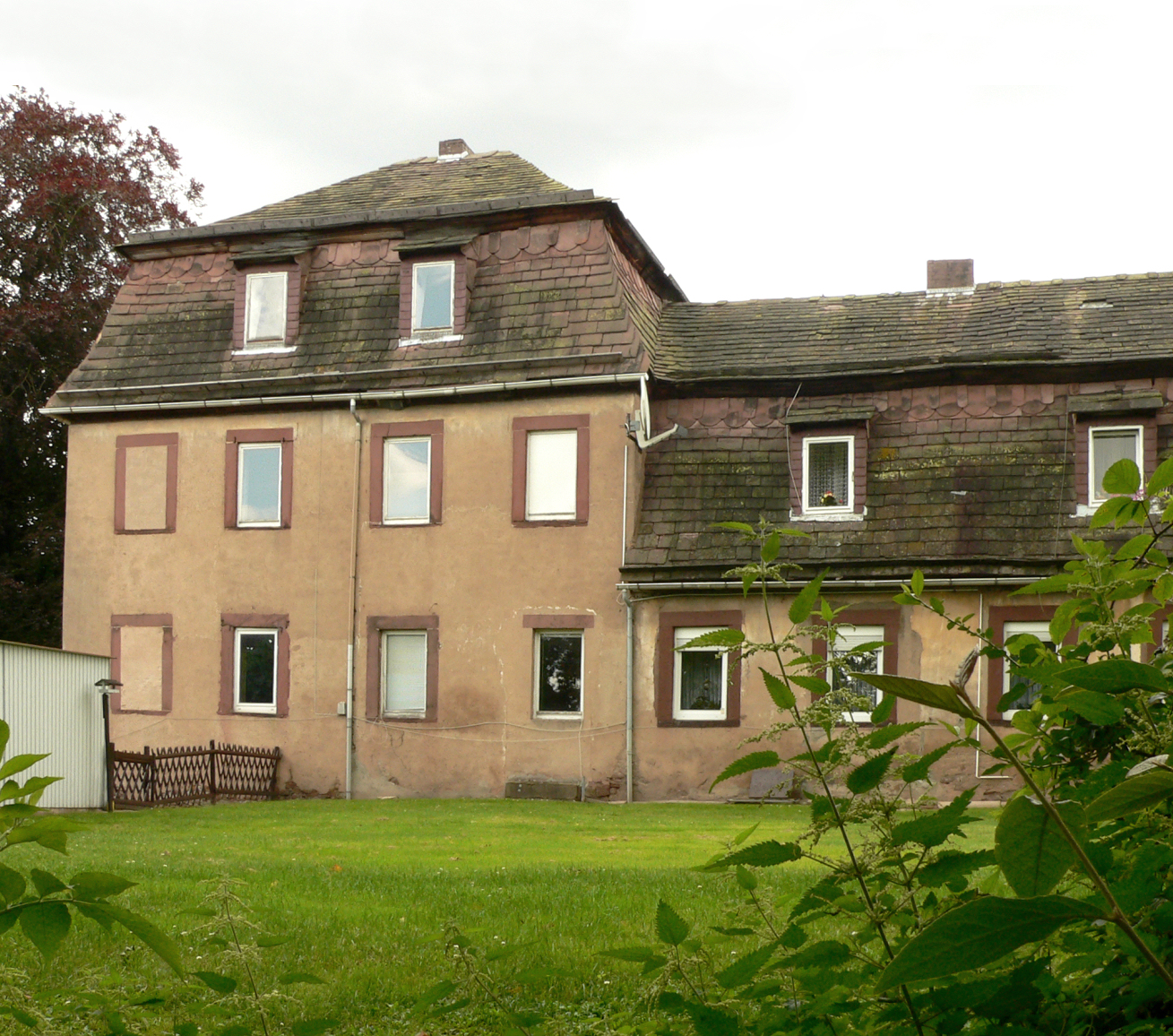
Außenfassade der Langen Reihe, nördlicher Kopfbau
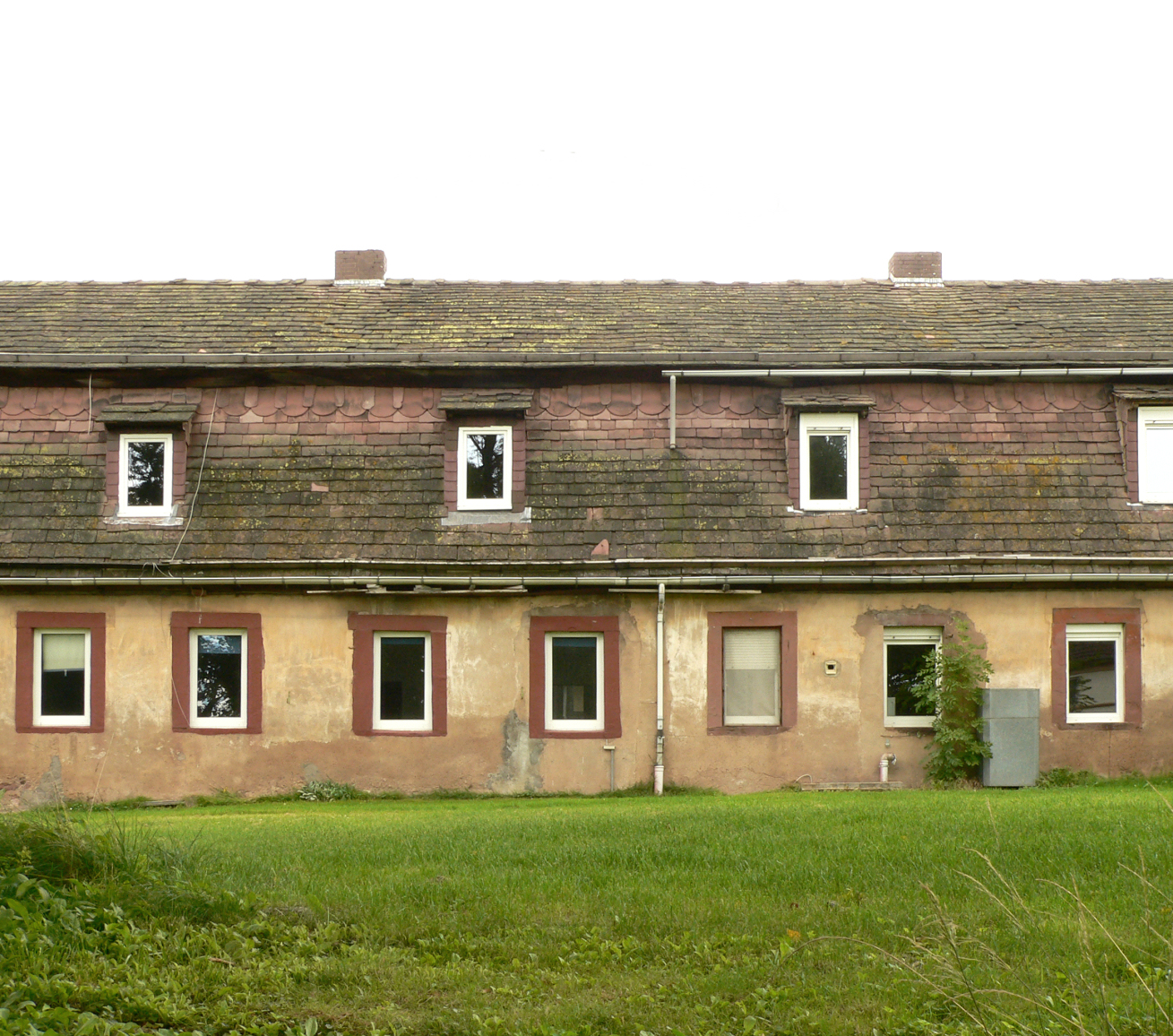
Mittelbauten
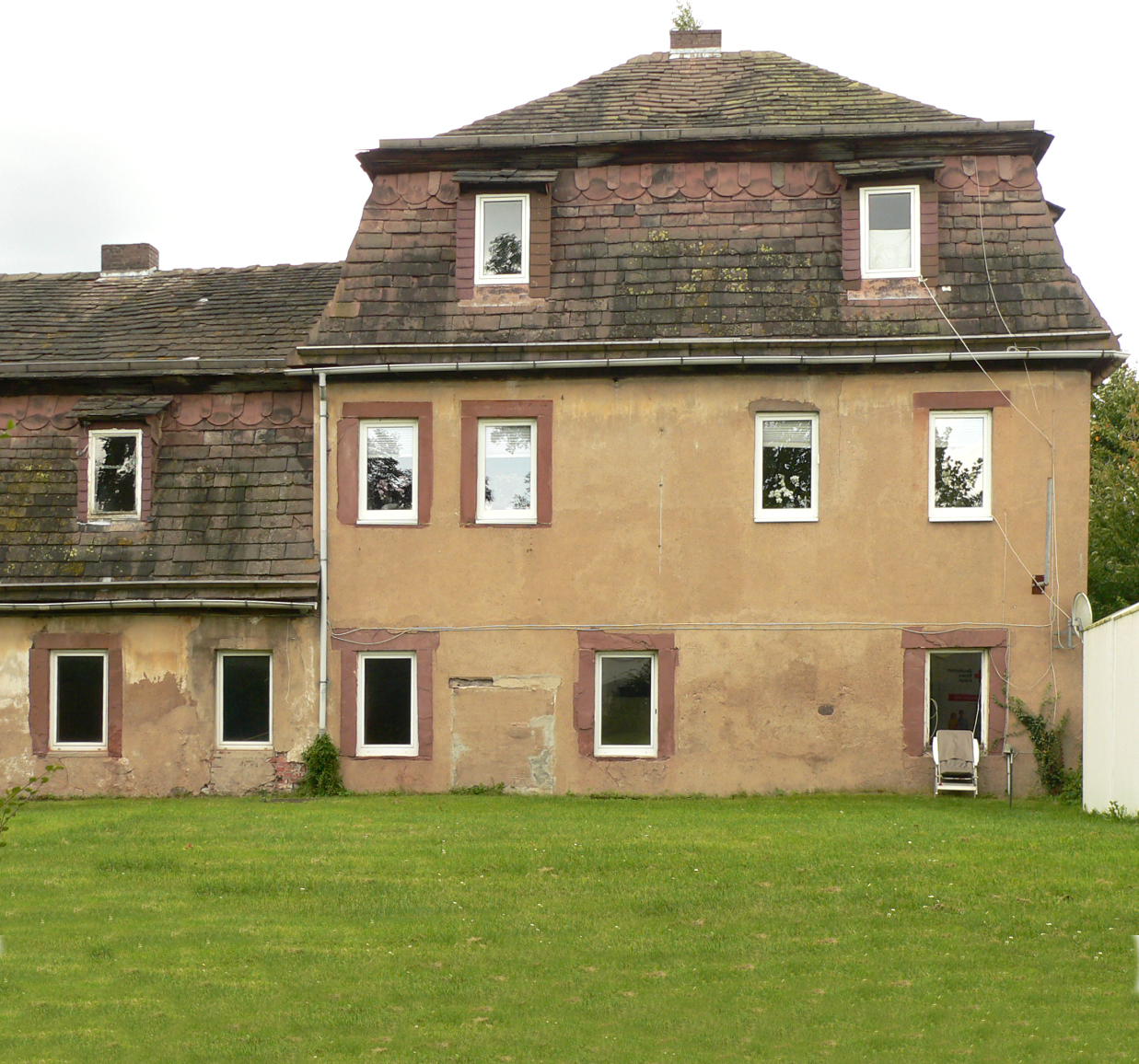
Südlicher Kopfbau

## Verfall
Im Jahr 2006 erwarb die Gemeinde Fürstenberg die Wohngebäude in der Von Langen-Reihe. 2014 sah der Niedersächsische Heimatbund in seiner Roten Mappe die Gebäude im Ensemble mit dem Alten Brennhaus und der Alten Mühle als gefährdet an und regte wegen der weit über Niedersachsen hinausreichenden kultur- und technikgeschichtlichen Bedeutung die öffentliche Inwertsetzung des Ensembles an.
In seiner Roten Mappe von 2021 sah der Niedersächsische Heimatbund die Wohngebäude in der Von Langen-Reihe weiterhin als gefährdet an und forderte von der Landesregierung eine  wissenschaftliche Bauforschung zu initiieren. Darüber hinaus kritisierte der Niedersächsische Heimatbund die von der Gemeinde Fürstenberg vorgenommene nicht denkmalgerechte Neueindeckung von Dächern der Wirtschaftsbauten.

## Bedeutung
Die Von Langen-Reihe stellt mit dem Alten Brennhaus und der Alten Mühle ein Denkmalensemble dar, das aus der Frühzeit der Porzellanmanufaktur Fürstenberg stammt. Der Niedersächsische Heimatbund hält diese ersten Betriebsanlagen für Denkmale von internationalem Rang, da sie die ältesten erhaltenen Betriebsanlagen einer Porzellanmanufaktur in Europa sind.